# Drepanophyllum
Drepanophyllum is een geslacht van rechtvleugeligen uit de familie sabelsprinkhanen (Tettigoniidae). De wetenschappelijke naam van dit geslacht is voor het eerst geldig gepubliceerd in 1890 door Karsch.

## Soorten
Het geslacht Drepanophyllum omvat de volgende soorten:
- Drepanophyllum corrosifolium Karsch, 1896
- Drepanophyllum furcatum Ragge, 1962
- Drepanophyllum marmoratum Karsch, 1890